# Frauenweiler

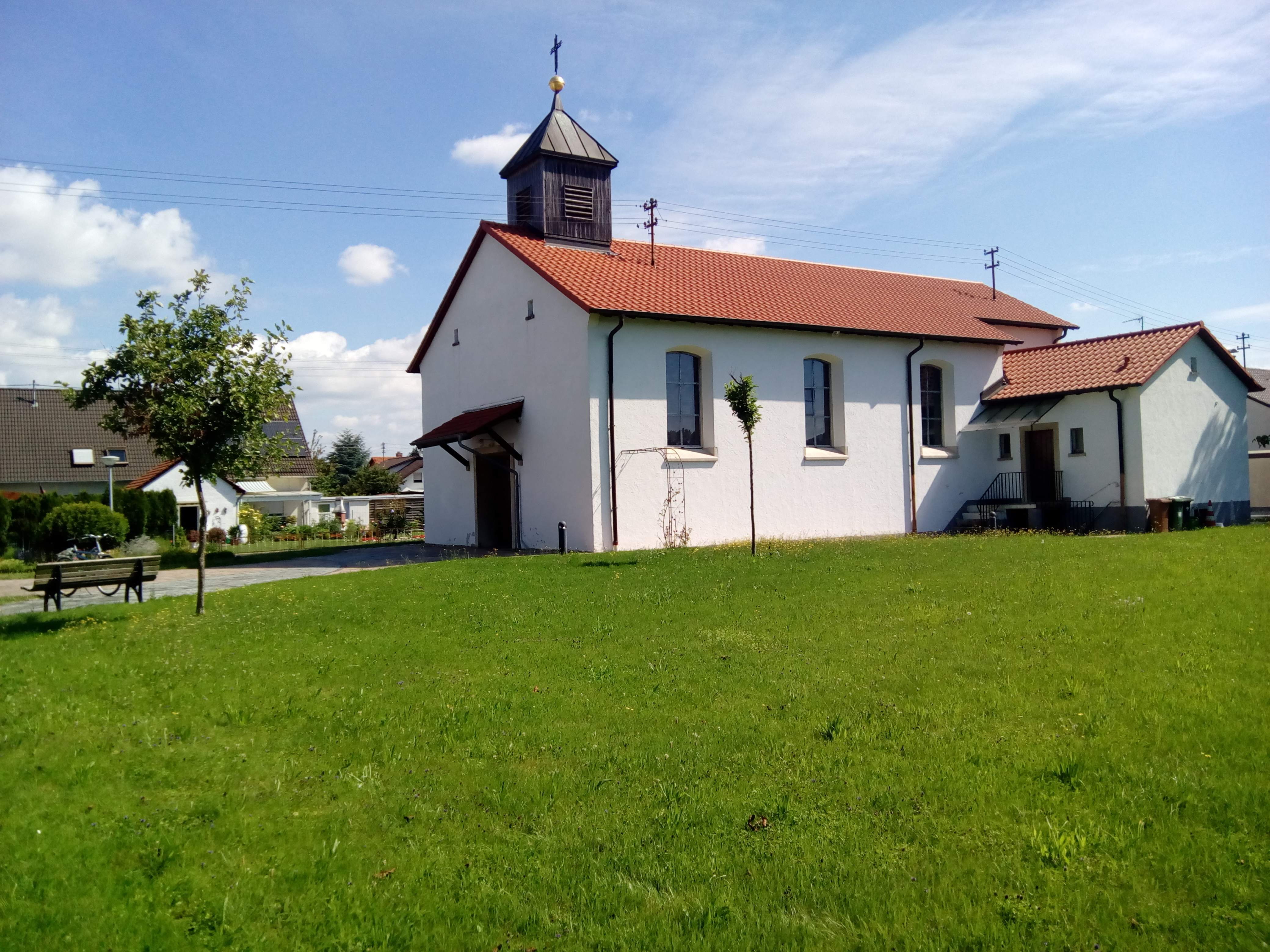
Marienkirche in Frauenweiler

Frauenweiler ist ein zur Stadt Wiesloch gehörender Ort im Rhein-Neckar-Kreis im nördlichen Baden-Württemberg. Der heutige Ort im Südwesten der Gemarkung der Stadt wurde erst 1937 angelegt, hat seinen Namen jedoch von einem bereits im Mittelalter bestehenden gleichnamigen Ort an etwa dieser Stelle erhalten.

## Geschichte

### Das mittelalterliche Frauenweiler
Einige hundert Meter östlich der heutigen Siedlung Frauenweiler, am Westhang des Gänsbergs, bestand gemäß Grabungsfunden spätestens ab dem 12. Jahrhundert der Ort Frauenweiler, der wohl mindestens ab dem frühen 13. Jahrhundert eine eigene Gemarkung aufwies. Der Anlass für die Ortsgründung liegt im Dunkel der Geschichte. Der Ort scheint jedoch nicht, wie von der älteren Forschung behauptet, in engem Zusammenhang mit dem nahen Wiesloch gestanden zu haben. Erstmals erwähnt wurde der Ort als frawenwilre im Zusatz einer Schenkungsurkunde von 1287. Die nächste Erwähnung als Wilre erfolgte 1293 im Zusammenhang mit Wieslocher Güterzinsen des Klosters Schönau.
Die herrschaftlichen Rechte über den Ort lagen ursprünglich weder beim Bistum Speyer noch bei der Kurpfalz, sondern wohl vielmehr in den Händen der dort mit Grundbesitz vertretenen Ritterschaft. Ab dem frühen 15. Jahrhundert ist dort Besitz der Landschad von Steinach, der Herren von Sickingen und der Gabel von Obrigheim nachgewiesen. Die Landschad waren darunter die einzigen, die ihren Besitz länger halten konnten, während der restliche Besitz in andere Hände, im späten 15. Jahrhundert vor allem an die Kurpfalz und die Stadt Wiesloch, kam.
Der Ortsname wird auf das Liebfrauen-Patrozinium der 1414 belegten Kapelle des Ortes bezogen, die damit bereits bei der ersten Erwähnung des Ortes 1287 bestanden haben dürfte. Die Kapelle wurde 1414 von Konrad X. Landschad von Steinach mit einer Pfründe ausgestattet und 1464 als Pfarrkirche bezeichnet. Das Patronatsrecht lag bei den Herren Landschad von Steinach. Die Kirche scheint zeitweilig eine gewisse überregionale Bedeutung gehabt zu haben, da sie auch in den Bußbestimmungen der Bruchsaler Spenglerordnung von 1465 erscheint und da von 1464 bis 1478 eine Bruderschaft zu Ehren des Heiligen Geistes und der Himmelskönigin belegt ist, die wie die Wimpfener St.-Annen-Bruderschaft auch Mitglieder aus anderen Orten gehabt haben dürfte.
Erstmals für das Jahr 1441 ist das Marktrecht für Frauenweiler nachgewiesen. Der Markt wurde jeweils am 25. März, dem Tag der hl. Jungfrau Maria, abgehalten. Der Markt, die zahlreichen überlieferten Pfründen sowie die Bruderschaft könnten Hinweise auf eine Wallfahrt geben, als deren Anlass nicht nur Heiligenverehrung, sondern auch die Schwefelquelle des Ortes (der heutige Kurbrunnen) in Frage kommt.
Die Vogtei lag vor 1441 bei Heinrich I. von Sickingen bzw. seiner Witwe Agnes Kreis von Lindenfels, danach beim Heilig-Geist-Stift in Heidelberg, dann bei Pfalzgraf Otto II. von Pfalz-Mosbach und schließlich nach dessen Tod bei der Kurpfalz. Kurfürst Philipp veräußerte 1506 einen aus Sickinger Besitz stammenden Frauenweiler Hof an die Stadt Wiesloch, behielt aber die lukrative Marktvogtei. Auch ein Frauenweiler Hof im Besitz des Deutschen Ordens kam um 1509 an die Stadt Wiesloch. 1516 scheint Wiesloch auch das Patronatsrecht der Kirche an sich gebracht zu haben.
Die Auflösung Frauenweilers verfügte am 21. März 1526 Pfalzgraf Ludwig V. und begründete dies mit häufigen Klagen der Stadt Wiesloch gegen die Hofmänner in Frauenzimmern, dem Aufenthalt verdächtiger Personen dort und dem Wegfall des Weiderechts auf umgenutzten herrschaftlichen Flächen. Die pfalzgräflichen Hofbauern in Frauenweiler hatten ihre Höfe abzubrechen und nach Wiesloch zu ziehen, zwei anderen Hofbauern, die wohl keine pfälzischen Untertanen waren, stand die Ortswahl frei. Das Marktrecht Frauenweilers wurde auf Wiesloch übertragen.
Die Kirche in Frauenweiler blieb vorerst erhalten, während das Pfarrhaus nach Wiesloch versetzt wurde. Während das Dorf schon nicht mehr bestand, haben sich noch verschiedene Rechte erhalten. Die Landschad von Steinach überließen den Zehnten für einige Jahrzehnte der Kirche in Neckarsteinach, die Pfründe des Johannesaltars der Frauenweiler Kirche kam 1532 an den Wieslocher Magister Ottmar Stab.
1560 verkauften die Landschad von Steinach die ihnen verbliebenen Rechte und den „Kirchplatz“ an die Schultheißen in Wiesloch und Rauenberg. Die Nennung des Kirchplatzes kann bedeuten, dass nun auch bereits die Kirche nicht mehr bestand. Die Zehntrechte lassen sich noch bis ins 19. Jahrhundert verfolgen und waren zuletzt im Besitz des katholischen Hospitals in Heidelberg, das nach dem Zehntablösungsgesetz mit einer Summe von 5.316 Gulden entschädigt wurde.
Vom mittelalterlichen Frauenweiler sind nur sehr wenige Relikte erhalten. Der Aussiedlerhof Messmer wurde um 1970 auf dem Areal der einstigen Kirche und des Friedhofs errichtet. Beim Bau wurden die historischen Relikte größtenteils zerstört, nur ein Mauerfragment der alten Kirche blieb erhalten. Auf der alten Frauenweiler Markung gibt es außerdem noch ein altes Steinkreuz aus dem 16. oder 17. Jahrhundert.
Auf der einstigen Markung treten häufig Keramikscherben aus dem 12. bis 16. Jahrhundert zu Tage. Ebenso wurden bereits große Mengen Schlacken aus der Bleierz-Verhüttung aus dem 12. Jahrhundert gefunden. Man schließt daraus, dass in Frauenweiler eine Bleihütte zur Verarbeitung von zwischen Wiesloch und Nussloch abgebautem Bleierz stand.

### Das neuzeitliche Frauenweiler
Frauenweiler in seiner heutigen Gestalt wurde 1937 planmäßig angelegt. Die auf die Weltwirtschaftskrise 1929/30 auch in Wiesloch folgende steigende Arbeitslosigkeit, gepaart mit der anhaltenden Wohnraumknappheit, führte 1937 zum Bau der „Neudorfsiedlung Frauenweiler“, dem heutigen Stadtteil Frauenweiler. Die Erschließungsarbeiten dazu führte vor allem der Reichsarbeitsdienst durch. Mit der Errichtung dieser Siedlung wurde die seit 1925 im Bereich der heutigen Sofienstraße bestehende, aus ehemaligen Eisenbahnwagen gebildete Behelfssiedlung Waggonia unnötig. Im November 1937 zog der letzte dort noch verbliebene Bewohner aus und die Waggonia-Siedlung wurde aufgelöst.